# Keijo Kurttila
Keijo Kurttila (* 8. April 1975) ist ein ehemaliger finnischer Skilangläufer.

## Werdegang
Kurttila, der für den Imatran Urheilijat startete, lief im Januar 1996 in Kaustinen sein erstes Rennen im Continental-Cup und belegte dabei den 32. Platz über 10 km klassisch. Sein Debüt im Skilanglauf-Weltcup hatte er im Dezember 1999 in Engelberg, das er auf dem 41. Platz im Sprint beendete. Im selben Monat holte er in Kitzbühel mit dem 24. Platz im Sprint seine ersten Weltcuppunkte. In der Saison 2001/02 erreichte er mit Platz drei im Sprint in Oslo und Platz zwei im Sprint im Val di Fiemme seine ersten Podestplatzierungen im Weltcup. Beim Saisonhöhepunkt den Olympischen Winterspielen 2002 in Salt Lake City kam er auf den 25. Platz im Sprint. Zum Saisonende errang er den 31. Platz im Gesamtweltcup und den neunten Platz im Sprintweltcup. In der folgenden Saison lief er mit zwei Top-Zehn-Platzierungen, darunter Platz zwei im Sprint in Drammen, auf den 37. Platz im Gesamtweltcup und auf den 14. Platz im Sprintweltcup. Bei den Nordischen Skiweltmeisterschaften 2003 im Val di Fiemme gelang ihn der 15. Platz im Sprint. In der Saison 2004/05 kam er im Weltcup zweimal unter die ersten Zehn. Dabei wurde er Zweiter im Sprint in Göteborg und belegte damit den 29. Platz im Gesamtweltcup und den zehnten Rang im Sprintweltcup. Bei den Nordischen Skiweltmeisterschaften 2005 in Oberstdorf lief er jeweils auf den 15. Platz im Sprint und zusammen mit Lauri Pyykönen im Teamsprint. Im folgenden Jahr belegte er bei den Olympischen Winterspielen in Turin den 23. Platz im Sprint und den fünften Rang zusammen mit Lauri Pyykönen im Teamsprint. In der Saison 2006/07 erreichte er den 16. Platz und in der Saison 2007/08 den 13. Platz in der Gesamtwertung des Scandinavian-Cups. Seine beste Einzelplatzierung dabei war der vierte Platz im Januar 2008 im Sprint in Jõulumäe. Sein letztes Weltcuprennen absolvierte er im November 2009 in Kuusamo, welches er auf dem 71. Platz im Sprint beendete.

## Weltcup-Gesamtplatzierungen
| Saison    | Gesamt | Gesamt | Distanz | Distanz | Sprint | Sprint |
| Saison    | Punkte | Platz  | Punkte  | Platz   | Punkte | Platz  |
| --------- | ------ | ------ | ------- | ------- | ------ | ------ |
| 1999/2000 | 7      | 109.   | -       | -       | 7      | 68.    |
| 2000/01   | 15     | 94.    | -       | -       | 15     | 54.    |
| 2001/02   | 149    | 31.    | -       | -       | 154    | 9.     |
| 2002/03   | 129    | 37.    | -       | -       | 175    | 14.    |
| 2003/04   | 32     | 86.    | 12      | 86.     | 20     | 55.    |
| 2004/05   | 171    | 29.    | -       | -       | 171    | 10.    |
| 2005/06   | 46     | 88.    | -       | -       | 46     | 33.    |
| 2006/07   | 36     | 87.    | -       | -       | 36     | 41.    |